# Aleksandr Aleksandrov
Aleksandar Panayotov Aleksandrov (Omurtag, 1 de dezembro de 1951) é um ex-cosmonauta búlgaro.
Tenente-coronel da Força Aérea Búlgara e integrante do corpo de cosmonautas do programa Intercosmos, formado por soviéticos e pilotos de países alinhados politicamente com o Pacto de Varsóvia, foi selecionado para o curso preparatório na Cidade das Estrelas em março de 1978. Integrante primeiramente da tripulação-reserva da Soyuz 33, ele foi ao espaço como piloto da missão Soyuz TM-5, em 7 de junho de 1988, a quinta missão espacial à estação russa Mir, e retornou à Terra na Soyuz TM-4, dez dias depois. 
Logo após seu voo ele deixou o corpo de cosmonautas e hoje trabalha como cientista pesquisador. Em funções burocráticas, Aleksandrov já assumiu os cargos de vice-diretor do Instituto de Pesquisa Espacial e da Academia de Ciências da Bulgária.